# Rattus ceramicus
Rattus ceramicus is een knaagdier uit de onderfamilie der muizen en ratten van de Oude Wereld (Murinae) dat voorkomt op Ceram. De soort is oorspronkelijk (1920) als een soort van het geslacht Stenomys beschreven, later (1922) in een eigen geslacht Nesoromys geplaatst, en daarna weer in Stenomys of Rattus geplaatst. De soort heeft een vreemd mengsel van zowel zeer primitieve als zeer gespecialiseerde kenmerken, waardoor zijn positie nog onduidelijk is. De uiterlijke overeenkomst met Nieuw-Guinese "Stenomys"-soorten als Rattus niobe is mogelijk slechts convergente evolutie. Er zijn slechts vier exemplaren bekend.

## Kenmerken
R. ceramicus is een kleine rat met een zachte, lange, olijfbruine vacht. De staart is niet behaard, bijna zwart van kleur en ongeveer even lang als de kop-romplengte. De tenen zijn behaard. Over het algemeen lijkt hij op Nieuw-Guinese "Stenomys"-soorten, zoals Rattus niobe. De kop-romplengte bedraagt 118 tot 135 mm, de staartlengte 126 tot 140 mm, de achtervoetlengte 28 tot 30 mm, de oorlengte 17 tot 18 mm en het gewicht 66,5 gram.